# Gran Premio de los Países Bajos de Motociclismo de 2000
El Gran Premio de los Países Bajos de Motociclismo de 2000 (oficialmente: Rizla TT Assen) fue la octava prueba del Campeonato del Mundo de Motociclismo de 2000. Tuvo lugar en el fin de semana del 22 al 24 de junio  de 2000 en el Circuito de Assen en Assen (Países Bajos).
La carrera de 500cc fue ganada por Alex Barros, seguido de Àlex Crivillé y Loris Capirossi. Tohru Ukawa ganó la prueba de 250cc, por delante de Olivier Jacque y Shinya Nakano. La carrera de 125cc fue ganada por Youichi Ui, Noboru Ueda fue segundo y Manuel Poggiali tercero.

## Resultados

### Resultados 500cc
| Pos.    | N.º | Piloto              | Constructor | Vueltas | Tiempo    | Parrilla | Pts. |
| ------- | --- | ------------------- | ----------- | ------- | --------- | -------- | ---- |
| 1       | 10  | Alex Barros         | Honda       | 20      | 42:46.142 | 4        | 25   |
| 2       | 1   | Àlex Crivillé       | Honda       | 20      | +2.077    | 2        | 20   |
| 3       | 65  | Loris Capirossi     | Honda       | 20      | +2.907    | 1        | 16   |
| 4       | 4   | Max Biaggi          | Yamaha      | 20      | +4.880    | 5        | 13   |
| 5       | 7   | Carlos Checa        | Yamaha      | 20      | +7.394    | 9        | 11   |
| 6       | 46  | Valentino Rossi     | Honda       | 20      | +11.768   | 6        | 10   |
| 7       | 5   | Sete Gibernau       | Honda       | 20      | +12.232   | 14       | 9    |
| 8       | 55  | Régis Laconi        | Yamaha      | 20      | +15.397   | 10       | 8    |
| 9       | 17  | Jurgen vd Goorbergh | TSR-Honda   | 20      | +20.905   | 13       | 7    |
| 10      | 6   | Norick Abe          | Yamaha      | 20      | +22.156   | 15       | 6    |
| 11      | 8   | Tadayuki Okada      | Honda       | 20      | +28.750   | 7        | 5    |
| 12      | 31  | Tetsuya Harada      | Aprilia     | 20      | +34.521   | 8        | 4    |
| 13      | 9   | Nobuatsu Aoki       | Suzuki      | 20      | +47.713   | 12       | 3    |
| 14      | 11  | José David de Gea   | Modenas     | 20      | +1:22.071 | 17       | 2    |
| 15      | 24  | Garry McCoy         | Yamaha      | 20      | +1:54.359 | 16       | 1    |
| Ret     | 20  | Phil Giles          | Honda       | 19      | Retirado  | 20       |      |
| Ret     | 18  | Sebastién Le Grelle | Honda       | 11      | Caída     | 18       |      |
| Ret     | 15  | Yoshiteru Konishi   | TSR-Honda   | 7       | Retirado  | 19       |      |
| Ret     | 2   | Kenny Roberts, Jr.  | Suzuki      | 0       | Caída     | 3        |      |
| Ret     | 99  | Jeremy McWilliams   | Aprilia     | 0       | Retirado  | 11       |      |
| Fuente: |     |                     |             |         |           |          |      |

### Resultados 250cc
| Pos.    | N.º | Piloto             | Constructor | Vueltas | Tiempo     | Parrilla | Pts. |
| ------- | --- | ------------------ | ----------- | ------- | ---------- | -------- | ---- |
| 1       | 4   | Tohru Ukawa        | Honda       | 18      | 42:58.958  | 5        | 25   |
| 2       | 19  | Olivier Jacque     | Yamaha      | 18      | +5.954     | 4        | 20   |
| 3       | 56  | Shinya Nakano      | Yamaha      | 18      | +7.986     | 3        | 16   |
| 4       | 14  | Anthony West       | Honda       | 18      | +10.981    | 22       | 13   |
| 5       | 8   | Naoki Matsudo      | Yamaha      | 18      | +41.983    | 14       | 11   |
| 6       | 77  | Jamie Robinson     | Aprilia     | 18      | +46.491    | 8        | 10   |
| 7       | 9   | Sebastián Porto    | Yamaha      | 18      | +47.470    | 12       | 9    |
| 8       | 74  | Daijirō Katō       | Honda       | 18      | +1:00.943  | 6        | 8    |
| 9       | 44  | Roberto Rolfo      | Aprilia     | 18      | +1:08.157  | 23       | 7    |
| 10      | 25  | Vincent Philippe   | TSR-Honda   | 18      | +1:17.561  | 24       | 6    |
| 11      | 23  | Julien Allemand    | Yamaha      | 18      | +1:19.304  | 16       | 5    |
| 12      | 22  | Sébastien Gimbert  | TSR-Honda   | 18      | +1:22.928  | 28       | 4    |
| 13      | 31  | Lucas Oliver Bultó | Yamaha      | 18      | +1:28.467  | 27       | 3    |
| 14      | 33  | David Tomás        | Honda       | 18      | +1:29.495  | 25       | 2    |
| 15      | 42  | David Checa        | TSR-Honda   | 18      | +1:29.686  | 21       | 1    |
| 16      | 10  | Fonsi Nieto        | Yamaha      | 18      | +2:04.463  | 26       |      |
| 17      | 63  | Arnold Litjens     | Honda       | 17      | +1 Vuelta  | 32       |      |
| 18      | 26  | Klaus Nöhles       | Aprilia     | 17      | +1 Vuelta  | 7        |      |
| 19      | 24  | Jason Vincent      | Aprilia     | 17      | +1 Vuelta  | 18       |      |
| 20      | 21  | Franco Battaini    | Aprilia     | 17      | +1 Vuelta  | 9        |      |
| 21      | 16  | Johan Stigefelt    | TSR-Honda   | 17      | +1 Vuelta  | 10       |      |
| 22      | 37  | Luca Boscoscuro    | Aprilia     | 17      | +1 Vuelta  | 15       |      |
| 23      | 11  | Ivan Clementi      | Aprilia     | 17      | +1 Vuelta  | 11       |      |
| 24      | 6   | Ralf Waldmann      | Aprilia     | 16      | +2 Vueltas | 1        |      |
| 25      | 64  | Gert Pieper        | Honda       | 16      | +2 Vueltas | 31       |      |
| Ret     | 41  | Jarno Janssen      | TSR-Honda   | 15      | Caída      | 19       |      |
| Ret     | 13  | Marco Melandri     | Aprilia     | 13      |            | 2        |      |
| Ret     | 62  | Jan Blok           | Honda       | 12      | Caída      | 30       |      |
| Ret     | 15  | Adrian Coates      | Aprilia     | 6       | Caída      | 20       |      |
| Ret     | 30  | Alex Debón         | Aprilia     | 5       | Caída      | 17       |      |
| Ret     | 61  | Rob Filart         | Honda       | 2       |            | 29       |      |
| Ret     | 18  | Shahrol Yuzy       | Yamaha      | 1       |            | 13       |      |
| Fuente: |     |                    |             |         |            |          |      |

### Resultados 125cc
| Pos.    | N.º | Piloto              | Constructor | Vueltas | Tiempo    | Parrilla | Pts. |
| ------- | --- | ------------------- | ----------- | ------- | --------- | -------- | ---- |
| 1       | 41  | Youichi Ui          | Derbi       | 17      | 42:04.508 | 1        | 25   |
| 2       | 5   | Noboru Ueda         | Honda       | 17      | +2.380    | 2        | 20   |
| 3       | 54  | Manuel Poggiali     | Derbi       | 17      | +2.781    | 23       | 16   |
| 4       | 9   | Lucio Cecchinello   | Honda       | 17      | +18.203   | 24       | 13   |
| 5       | 16  | Simone Sanna        | Aprilia     | 17      | +24.482   | 4        | 11   |
| 6       | 4   | Roberto Locatelli   | Aprilia     | 17      | +25.449   | 8        | 10   |
| 7       | 17  | Steve Jenkner       | Honda       | 17      | +26.179   | 6        | 9    |
| 8       | 26  | Ivan Goi            | Honda       | 17      | +34.507   | 9        | 8    |
| 9       | 3   | Masao Azuma         | Honda       | 17      | +40.846   | 17       | 7    |
| 10      | 29  | Ángel Nieto Jr      | Honda       | 17      | +41.000   | 16       | 6    |
| 11      | 23  | Gino Borsoi         | Aprilia     | 17      | +57.628   | 15       | 5    |
| 12      | 35  | Reinhard Stolz      | Honda       | 17      | +1:08.205 | 19       | 4    |
| 13      | 21  | Arnaud Vincent      | Aprilia     | 17      | +1:24.340 | 11       | 3    |
| 14      | 15  | Alex De Angelis     | Honda       | 17      | +1:28.651 | 10       | 2    |
| 15      | 11  | Max Sabbatani       | Honda       | 17      | +1:32.682 | 12       | 1    |
| 16      | 51  | Marco Petrini       | Aprilia     | 17      | +1:46.208 | 26       |      |
| 17      | 70  | Patrick Lakerveld   | Honda       | 17      | +1:46.383 | 27       |      |
| 18      | 24  | Leon Haslam         | Italjet     | 17      | +1:51.279 | 20       |      |
| 19      | 22  | Pablo Nieto         | Derbi       | 17      | +1:51.415 | 13       |      |
| 20      | 68  | Wilhelm van Leeuwen | Honda       | 17      | +2:19.281 | 21       |      |
| 21      | 65  | Harold de Haan      | Honda       | 17      | +2:24.301 | 29       |      |
| 22      | 69  | Ronnie Timmer       | Honda       | 17      | +2:26.871 | 25       |      |
| Ret     | 1   | Emilio Alzamora     | Honda       | 16      |           | 3        |      |
| Ret     | 18  | Toni Elías          | Honda       | 15      |           | 14       |      |
| Ret     | 34  | Eric Bataille       | Honda       | 13      |           | 28       |      |
| Ret     | 53  | William De Angelis  | Aprilia     | 13      |           | 22       |      |
| Ret     | 39  | Jaroslav Huleš      | Italjet     | 10      |           | 5        |      |
| Ret     | 12  | Randy de Puniet     | Aprilia     | 5       |           | 7        |      |
| Ret     | 8   | Gianluigi Scalvini  | Aprilia     | 4       |           | 18       |      |
| Ret     | 10  | Adrián Araujo       | Honda       | 0       |           | 30       |      |
| Fuente: |     |                     |             |         |           |          |      |